# Бумеранг-БМ
Бумеранг-БМ — российский необитаемый боевой модуль, предназначенный для оснащения боевых машин пехоты К-17, Б-11 и Т-15. Модуль разработан тульским КБП, производится на заводе «Щегловский вал».

## Описание
Модуль создан по блочно-модульному принципу и отделён от обитаемого отделения. Особенностью боевого модуля является использование безэкипажной компоновки. За счёт отсутствия обитаемых объёмов удалось плотнее скомпоновать внутренние части модуля и этим уменьшить его габариты. В средней части боевого модуля, примерно над осью вращения башни, расположены механизмы крепления и вертикального наведения ствольного оружия. По бокам от казённой части пушки и пулемёта предусмотрены системы подачи боеприпасов. Как следует из этой схемы, подача снарядов для пушки ведётся с правой стороны, а патроны поступают в пулемёт слева. Магазины пушки и пулемёта предлагается расположить полукругом вдоль задней стенки боевого отделения.
Основу вооружения составляет 30-мм пушка 2А42 с боекомплектом в 500 выстрелов (160 БПС /340 ОФС). Дальность стрельбы до 4000 м по заявлению разработчика. Угол возвышения орудия 70°. Противотанковое вооружение состоит из 4 установок «Корнет». Дальность стрельбы ПТУРами до 8000 м, с НДЦ до 10 000 м. СУО модуля позволяет вести:
- автоматический поиск целей одновременно в различных спектральных диапазонах в пассивном и активном режиме;
- поиск замаскированных целей оптическим локатором;
- одновременный обстрел двух целей;
- стрельбу из пушки по зенитным целям с автоматом сопровождения на углах до 70 градусов;
- дистанционное управление;
- обстрел по внешнему целеуказанию.

Бумеранг-БМ оснащён двумя блоками прицельного оборудования: для командира и наводчика. Командирский блок находится слева и выше пушки. Вспомогательное вооружение составляет ПКТМ с боекомплектом 2000 патронов.

## Габаритные характеристики
- Длина: 2750мм / 4075мм (по длине орудия)
- Ширина: 2210мм (по корпусу) / 3000мм (с контейнерами ПТУР)
- Высота: 810мм (по крышу) / 1120мм (вместе с прицелом командира)
- Вес: н/д
- Углы наведения, град.:
  - по горизонтали: 360
  - по вертикали: −8…+74